# Bossiaea eriocarpa
Bossiaea eriocarpa är en ärtväxtart som beskrevs av George Bentham. Bossiaea eriocarpa ingår i släktet Bossiaea och familjen ärtväxter. Inga underarter finns listade i Catalogue of Life.